# Cuộc nổi dậy Lê Văn Khôi
Cuộc nổi dậy của Lê Văn Khôi, hay còn được gọi là: cuộc binh biến của Lê Văn Khôi, khởi nghĩa của Lê Văn Khôi, sự biến thành Phiên An, là một cuộc nổi dậy chống lại triều đình xảy ra vào thời vua Minh Mạng. Sự kiện này diễn ra từ năm 1833 đến năm 1835 ở các tỉnh miền Nam Việt Nam, lãnh đạo của cuộc nổi dậy này là Lê Văn Khôi, con nuôi của Lê Văn Duyệt.

## Nguyên nhân
Vua Minh Mạng và tả quân Lê Văn Duyệt vốn có nhiều hiềm khích và tư thù. Minh Mạng tuy ghét nhưng không dám làm gì Lê Văn Duyệt vì công lao và uy quyền quá lớn của ông với triều đình.
Năm 1832, ngay sau khi Lê Văn Duyệt mất, vua Minh Mạng bèn tìm cách giành lại quyền lực của mình ở thành Gia Định. Vua bãi bỏ chế độ tổng trấn, tất cả đổi là tỉnh, trực thuộc vào triều đình Huế, cắt đặt quan lại vào thay. Trong những quan lại ấy có Nguyễn Văn Quế làm tổng đốc, Bạch Xuân Nguyên làm bố chính, Nguyễn Chương Đạt làm án sát.
Theo sách Việt Nam sử lược của Trần Trọng Kim, thì: vốn là người tham lam, tàn ác; nên khi đến làm bố chính ở Phiên An, Bạch Xuân Nguyên nói rằng phụng mật chỉ truy xét việc riêng của Lê Văn Duyệt, rồi đòi hỏi chứng cớ, trị tội bọn tôi tớ của ông Duyệt ngày trước.
Trước khi đi, Bạch Xuân Nguyên đã được Minh Mạng bí mật dặn dò về việc dựng nên một bản án chống lại Lê Văn Duyệt. Ngay khi tới nơi, Bạch Xuân Nguyên làm một báo cáo dày nhiều tập trong đó lên danh sách, tìm bằng chứng, rồi buộc Lê Văn Duyệt nhiều tội trong đó có các tội tham nhũng, lạm dụng quyền lực, đơn cử như việc Lê Văn Duyệt mở rộng thành Bát Quái, đóng thêm tàu được xem là một bằng chứng xác đáng về tội ác chống triều đình của Lê Văn Duyệt, nhưng vì ông đã chết nên cho người đánh mộ 100 roi Đồng thời nhiều thuộc hạ của Lê Văn Duyệt cũng bị bắt, và 16 người nhà của Lê Văn Duyệt bị giết chết.
Những hành động này đã thúc đẩy các thuộc hạ của Lê Văn Duyệt, trong đó có con nuôi ông là Lê Văn Khôi, lo sợ cho số phận của mình, nên họ dấy binh nổi dậy dưới sự lãnh đạo của Lê Văn Khôi.

## Diễn biến

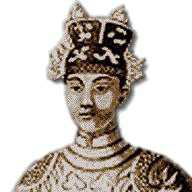
Vua Minh Mạng của nhà Nguyễn

### Nổi dậy
Nguyên trước Lê Văn Khôi có tên là Nguyễn Hữu Khôi, người ở Cao Bằng, do khởi binh làm loạn, bị quân triều đình đuổi đánh, mới chạy vào Thanh Hóa, gặp Lê Văn Duyệt làm kinh lược ở đấy, bèn xin ra thú. Lê Văn Duyệt tin dùng cho làm con nuôi, đổi tên họ là Lê Văn Khôi, rồi đem về Gia Định cất nhắc cho làm đến chức phó vệ úy. Theo Quốc triều chính biên toát yếu, khi nổi dậy, Lê Văn Khôi giữ chức Tả quân Minh nghĩa Vệ úy.
Khi Bạch Xuân Nguyên tuyên bố phụng mật chỉ trị tội các thủ hạ của Lê Văn Duyệt, Lê Văn Khôi bị bắt giam. Ông bèn mưu với mấy người cùng cánh khởi binh chống triều đình.
Lê Văn Khôi ngầm liên hệ được với binh lính bên ngoài, vào đêm 18 tháng 5 năm Quý Tỵ (tức 5 tháng 7 năm 1833), ông cùng 27 lính hồi lương đồng mưu đột nhập dinh giết cả nhà Bạch Xuân Nguyên và thuộc hạ Nguyễn Trương Hiệu, người trực tiếp lo vụ án Lê Văn Duyệt, cùng thủ hạ. Lúc đó ở Gia Định lại có những người có tội ở Bắc Kỳ đem đày vào, hoặc cho làm ăn với dân sự, hoặc bắt làm lính gọi là hồi lương; những lính ấy đều theo Lê Văn Khôi nổi dậy.
Quân Lê Văn Khôi chiếm được Thành Bát Quái. Họ tổ chức một lễ thắp đuốc tại mộ Lê Văn Duyệt và tại đây, Lê Văn Khôi tuyên bố bất phục triều đình, ủng hộ An Hòa, con trai của Nguyễn Phúc Cảnh (hoàng tử Cảnh). Tối cùng ngày, quân nổi dậy giết vị quan tổng đốc An-Biên mới nhận chức của triều đình là Nguyễn Văn Quế, người chịu trách nhiệm việc xây dựng lại quyền lực của triều đình trung ương ở vùng Gia Định, khi ông đang mang quân đến cứu Bạch Xuân Nguyên. Án sát Phiên An là Nguyễn Chương Đạt sợ hãi mở cửa thành, đang đêm chạy trốn. Nhân đó, quân nổi dậy phá ngục thả lính hồi lương để gia tăng lực lượng.
Sách Đại Nam chính biên liệt truyện của nhà Nguyễn chép sự việc này hơi khác. Theo đó, khi Lê Văn Khôi cùng 60 người đến đánh Bạch Xuân Nguyên và Nguyễn Văn Quế. Xuân Nguyên thấy động lẻn trốn thoát, còn Quế cùng vài thủ hạ chống cự bị giết chết. Sau đó Lê Văn Khôi đuổi theo bắt được Bạch Xuân Nguyên, mang về nhà Lê Văn Duyệt để tế Duyệt. Sau đó Lê Văn Khôi mới giết nốt Xuân Nguyên. Thành Gia Định thất thủ vào tay quân nổi dậy.
Quân triều đình thuộc các tỉnh còn lại trong Nam Kỳ Lục tỉnh chậm trễ ứng cứu khi thành Gia Định thất thủ. Theo Doãn Uẩn, án sát Vĩnh Long mới nhậm chức, thì đến ngày 27 tháng 5 năm Quý tỵ (14/7/1833), tổng đốc Long Tường là Lê Phúc Bảo mới dẫn quân cứu viện từ bản doanh là thành Vĩnh Long tiến đánh Gia Định, nhưng đến tỉnh Định Tường thì đóng quân lại không tiến. Tổng đốc An Hà Lê Đại Cương trước đó từ An Giang thân cầm đại binh đi cứu viện, khi đến Định Tường cũng dừng quân không tiến.
Tới tháng 7 năm đó, cả Văn Quế và Xuân Nguyên đều bị triều đình truy đoạt chức tổng đốc An Biên và Bố chính Phiên An.

### Đánh chiếm 6 tỉnh
Nhiều quan lại do triều đình bổ nhiệm đều bị giết chết và hoặc chạy khỏi thành Gia Định. Cuộc nổi dậy bất ngờ này đã không được triều đình dự phòng trước. Quân nổi dậy nhanh chóng tràn đi các tỉnh đồng bằng Nam Bộ và đánh chiếm. Trong vòng 3 ngày lục tỉnh Nam Kỳ đã nằm trong tay lực lượng nổi dậy. Lê Văn Khôi làm chủ thành Phiên An, nhiều tướng văn võ của triều đình đầu hàng. Ông đúc ấn tự xưng là đại nguyên soái, phong cho Thái Công Triều, Lê Đắc Lực làm trung quân; các tướng người Bắc Kỳ là Nguyễn Văn Đà, Nguyễn Văn Thông làm tiền quân; Dương Văn Nhã, Hoàng Nghĩa Thơ làm Tả quân; Võ Vĩnh Tiền, Võ Vĩnh Tải làm Hữu quân; Võ Vĩnh Lộc, Nguyễn Văn Bột làm hậu quân; Lưu Tín, Trần Văn Tha làm thủy quân; Nguyễn Văn Tâm, Nguyễn Văn Chân, Quách Ngọc Chấn làm Tượng quân.
Trong tháng 6 âm lịch năm đó, quân nổi dậy đánh chiếm Biên Hòa. Các quan lại nhà Nguyễn như Thự tuần phủ Biên Hòa Võ Quýnh, án sát Lê Văn Trác, lãnh binh Hồ Kim Truyền đều bỏ chạy.
Vài ngày sau, Võ Quýnh khôi phục lại được Biên Hòa. Minh Mạng lệnh cho tổng đốc Long Tường là Lê Phúc Bảo, tổng đốc An Hà là Lê Đại Cương đốc quân cùng đến Phiên An đánh Lê Văn Khôi. Nhưng khi quân triều đình chưa kịp điều thì quân nổi dậy dưới sự chỉ huy của Thái Công Triều lại đánh chiếm Định Tường, khiến cho Phúc Bảo, Đại Cương đều bị cách chức làm lính cùng với tuần phủ Định Tường là Tô Chấn và Án sát Ngô Bá Toán.
Tại tỉnh Định Tường, quân nhà Nguyễn của tổng đốc Phúc Bảo gặp quân nổi dậy Dương Văn Nhã dẫn 10 thuyền và mấy trăm quân đánh tới. Bảo sai Phó quản cơ Lê Tiêu dẫn thổ binh Lạc Hóa đánh nhau với quân nổi dậy ở Tra Giang (giáp giới 2 tỉnh Gia Định-Định Tường). Tiêu tử trận quân binh vỡ. Lê Thúc Bảo bèn trong đêm tối, tự bỏ mấy ngàn binh thuyền, chèo chiếc thuyền con chạy về Vĩnh Long (ngày 10 tháng 6 âm lịch về tới nơi). Lê Đại Cương đến Định Tường thấy vậy cũng lập tức lui binh, tự nói rằng về giữ địa hạt. Tuần phủ Định Tường Tô Trân bất đắc dĩ cũng đi Vĩnh Long, để trống tỉnh thành, quân nổi dậy thừa cơ tiến đóng Định Tường.
Lê Văn Khôi còn nhiều người trong gia đình ở ngoài Bắc, bị triều đình bắt giữ ở Cao Bằng.
Thái Công Triều mang quân từ Định Tường đến đánh chiếm Vĩnh Long, An Giang, Hà Tiên. Ngày 14 tháng 6 âm lịch (tức 30/7/1833), quân nổi dậy theo Tiền Giang vượt Vĩnh Long tiến đánh Lê Đại Cương ở xứ Cái Tàu. Doãn Uẩn và phó lãnh binh An Giang là Võ Văn Vĩ đem quân cứu viện Lê Đại Cương. Quân nhà Nguyễn thua tan tác, Võ Văn Vĩ tử trận, Đại Cương chạy trốn về đất Chế Lăng (vùng đất Cao Miên đương thời nằm trong lòng Nam Kỳ), Doãn Uẩn lui về Vĩnh Long. Sau đó cùng ngày, quân nổi dậy với hơn bốn mươi chiến thuyền tiến đánh Vĩnh Long. Quân binh nhà Nguyễn trong thành chống giữ không nổi. Tổng đốc, bố chính bỏ thành chạy trốn, thành Vĩnh Long thất thủ. Một hai ngày sau thành Châu Đốc và thành Hà Tiên cũng chung số phận với Vĩnh Long. Quân nổi dậy chia nhau đi giữ các huyện và đặt quan chức cai trị tại đó. Tháng 7 năm 1833, quân nổi dậy tấn công Biên Hòa nhưng bị đánh lui. Sau đó, Lê Văn Khôi tiếp tục mở cuộc tấn công lần nữa và chiếm được thành, giết tướng nhà Nguyễn là Tôn Thất Gia. Cùng lúc, anh vợ Lê Văn Khôi là Nông Văn Vân làm tri châu Bảo Lạc thuộc Tuyên Quang cũng nổi dậy, tự xưng là Thiết chế thượng tướng quân.

### Thất thế
Vua Minh Mạng liền cử Tống Phúc Lương, Nguyễn Xuân, Phan Văn Thúy, Trương Minh Giảng và Trần Văn Năng đem thủy bộ binh tượng vào đánh Khôi.
Ngay trong tháng 8 năm 1833, quân triều đình đã phản công và bắt đầu lấy lại các tỉnh Nam Bộ. Tướng Ngô Bá Toán chuộc tội, lấy lại được Định Tường, được phong chức Bố Chính Sứ.
Ngày 17 tháng 7 âm lịch (31/8/1833), Án sát Vĩnh Long là Doãn Uẩn chiếm lại được thành Vĩnh Long. Sau đó Án sát An Giang là Bùi Văn Lý cũng chiếm lại An Giang và Hà Tiên. Trương Minh Giảng và Hoàng Đăng Thuận lấy lại được Biên Hòa.
Địa chủ, phú hào các nơi dao động, không dám ủng hộ Lê Văn Khôi nữa. Tiếp đó, một tướng giỏi của ông là Thái Công Triều cũng đầu hàng triều đình, khiến lực lượng nổi dậy suy yếu nhanh chóng.. Triều mang quân về đánh Khôi ở Gia Định.

### Cầu viện Xiêm La và thất bại
Lê Văn Khôi yếu thế, bèn nhờ giáo sĩ phương Tây đi sang cầu viện Xiêm La. Xiêm La nhân muốn lấn chiếm Đại Nam bèn nhận lời giúp, dẫn đến Chiến tranh Việt – Xiêm (1833–1834).
Lê Văn Khôi còn mời một vị giáo sĩ người Pháp tên Joseph Marchand (Cố đạo có tên tiếng Việt là Du) - Linh mục Hội thừa sai Paris đến và ở trong thành. Việc mời vị giáo sĩ này và việc ủng hộ con của hoàng tử Cảnh (đã cải đạo sang Cơ đốc giáo trước đó) là An Hòa là nhằm có được sự ủng hộ của những người Công giáo địa phương. Lê Văn Khôi còn kêu gọi những người theo Công giáo vào thành và sống dưới sự bảo trợ của ông. Những giáo sĩ người Việt giữ vai trò lãnh đạo lực lượng Công giáo địa phương đánh lại quân triều đình và liên lạc với bên ngoài khi thành bị vây khốn.
Năm 1834, quân triều đình đánh bại quân Xiêm, chiếm lại toàn bộ các tỉnh miền nam và chuyển sang vây quân nổi dậy trong thành Bát Quái. Lê Văn Khôi bị bệnh mất ở trong thành Phiên An khi thành đang bị vây ngặt. Con trai ông là Lê Văn Cù mới 8 tuổi được cử lên thay.
Dù Lê Văn Khôi đã chết, quân nổi dậy vẫn giữ được thành trước quân triều đình cho tới tháng 9 năm 1835. Lúc bấy giờ, hiện trạng rất nguy ngập: Thành bị bao vây, dịch tả hoành hành, súng đạn hư hỏng vơi cạn dần, lương thực tuy nhiều nhưng bị ẩm mốc, tinh thần và sức lực quân dân đều suy kiệt và ly tán...
Vào giờ Thìn ngày 16 tháng 7 năm Ất Mùi (tức 8 tháng 9 năm 1835), quân nhà Nguyễn chia đường tấn công vào thành Phiên An. Tả tướng quân Nguyễn Xuân đốc suất đánh góc tiền hữu, thự Hữu tướng quân Phạm Hữu Tâm đốc suất đánh góc tả hậu, Tham tán Hồ Văn Khuê và Tổng đốc Nguyễn Văn Trọng đánh góc hữu hậu, Tham tán Trần Văn Trí và Khâm phái Nguyễn Tri Phương đánh góc tả tiền, Tham tán Nguyễn Công Hoan đánh góc hữu tiền, Lãnh binh Mai Công Ngôn đánh góc tả hậu, Lãnh binh Lê Sách đánh góc hậu hữu, Lãnh binh Trần Hữu Thăng đốc suất đánh góc tiền tả. Còn pháo đài giữa thành thì do các quản vệ chia nhau đốc chiến. Ai nấy trông theo cờ hiệu, nhất tề đánh phá. Hai đạo tiền tả, tả tiền lên thành trước nhất; thứ đến hữu tiền, tiền hữu; rồi đến tả hậu, hữu hậu, hậu tả, hậu hữu và các trung đài. Quân giặc đem nhau chống cự. Quan quân thúc trống, reo hò, xông vào, ra sức đánh dữ, bắt hoặc chém được toàn bộ 1832 người thuộc nghịch đảng còn cố thủ trong thành, gồm:
(Nguỵ) Tiền quân điều khiển Nguyễn Văn Chắm cùng một vợ lẽ
Tả quân Lê Bá Minh
Thống lãnh Tả quân Đỗ Quang Huấn
Lễ bộ, Binh bộ Thái khanh Đỗ Văn Dự và vợ lẽ, hai con gái
Công bộ Thái khanh Lưu Tín cùng vợ lẽ, một con trai
Hộ bộ Thái khanh Nguyễn Văn Sơn
Lại bộ Thái khanh Lê Tư Dĩnh
Tham tán Nguyễn Đức Tú, Nguyễn Trinh Cán, Lê Văn Thế và Nguyễn Bá Trung
Phó tướng Nguyễn Văn Quách, Nguyễn Văn Hiếu, Đoàn Văn Thu, Khuất Đình Khách, Nguyễn Văn Đàm, Nguyễn Văn Thông, Trần Văn Tuyết và Phạm Tiến Triệu, nguỵ Thống đồn là lũ Nguyễn Chu Cơ, Nguyễn Văn Hoà, Nguyễn Văn Bảo, Tạ Quang Biểu, Đào Văn Mao, Bùi Văn Ngữ, Nguyễn Văn Mãn, Đoàn Văn Nghĩa, Quách Văn Thành, Đặng Văn Cường, Nguyễn Văn Lực, Nguyễn Văn Định, Trần Văn Ngũ, Trần Văn Diệp và Nguyễn Văn Nhữ
Tham quân là Trương Hữu Quân, Lê Tiến Đồ
Tán lý Nguyễn Văn Bá và Trần Văn Đức.
Trong số những người bị bắt còn có một đạo trưởng đạo Thiên Chúa là Cố Du (tên thật là Joseph Marchand, sử nhà Nguyễn ghi là Phú Hoài Nhân), Phó giáo Nguyễn Văn Phước với một vợ cả, bốn vợ lẽ; gia quyến của Lê Văn Khôi gồm một con trai là Lê Văn Viên và bốn con gái... tổng cộng 1278 người. Số bị giết tại trận gồm Trung quân Nguyễn Văn Quế, Hữu quân Nguyễn Văn Hàm, Hậu quân Nguyễn Văn Từ, Phó tướng Phạm Văn Hòa cùng ba con trai của Khôi gồm Tiết độ Lê Văn Câu, Tiểu Câu và Bế... tổng cộng 554 người. Về quân triều đình thiệt hại nhân mạng 60 người, bị thương 400 người. Tù phạm và những kẻ đã ra thú bị thương hơn 70 người, chết trận hơn 20 người. Lại sai đem cờ đỏ viết 5 chữ "Thu phục Phiên An thành" chạy trạm về kinh, vừa 4 ngày 11 giờ thì tới Kinh.trước sai đem cờ đỏ báo tin thắng trận (Cờ viết 5 chữ "Thu phục Phiên An thành" vừa 4 ngày 11 giờ thì đến Kinh.
Vua Minh Mạng ngự ở lầu Vô Hạn Ý, sai truyền tin thắng trận ra cho cả kinh thành đều biết. Quân dân, già, trẻ dọc đường mừng vui, reo hò như sấm, tưởng đến vỡ chợ. Vua bèn làm một bài thơ để tưởng nhớ. Xuống dụ thưởng tiền cho Tướng quân, Tham tán, đến các tướng biền binh dõng có thứ bậc khác nhau. (Tướng quân 80 quan; Tham tán 60 quan; Lãnh binh 30 quan; Quản vệ 20 quan; Quản cơ, phó quản cơ, quyền sung quản cơ 10 quan; các đội, chánh đội trưởng suất đội và ngoại uỷ suất cơ 5 quan; chánh đội trưởng, đội trưởng và quyền sai, thí sai suất đội 3 quan; chánh đội trưởng, đội trưởng không cầm quân và ngoại uỷ suất đội 2 quan; binh dõng đều 1 quan). Lại cho rằng các trạm chạy đưa rất nhanh chóng, bèn thưởng cho những lính trạm làm việc chuyển đệ chính đều 4 quan, lính trạm chuyển đệ phụ 2 quan, các trạm đều 1 tháng tiền lương.
Các tướng nhà Nguyễn đem thủ cấp những người khởi nghĩa chết trận bêu trên sào cao 3 ngày rồi ném cả đầu lẫn xác xuống biển, những người bị bắt đều giam lại để đợi lệnh. Vua dụ cho đem 6 người đầu sỏ là Nguyễn Văn Chắm cùng Lê Bá Minh, Đỗ Văn Dự, Lưu Tín, Phú Hoài Nhân, Lê Văn Viên đều tống vào cũi sắt, phái giải đến Kinh. Dọc đường các tỉnh cũng đều theo địa phận hạt mình thay phiên hộ tống, cốt sao đưa đến cửa cung khuyết mà còn sống để trừng trị hết phép. Những đầu mục giặc, đưa về bộ xét, rồi sẽ gộp với vợ cả, vợ lẽ, con trai, con gái của Lê Văn Khôi đều lăng trì xử tử mà quăng xác xuống sông. Lại trích lấy một số đầu mục giặc, giao cho Biên Hoà, Vĩnh Long, Định Tường, An Giang, Hà Tiên và Trấn Tây mỗi nơi 1 tên cũng lăng trì xử tử, bêu đầu 3 ngày rồi quăng xuống sông. Còn những đồ đảng khác, không kể trai, gái, già trẻ chẳng cần tra rõ quê quán, đều điệu ra ngoài đồng, chém đầu, rồi đào một cái hố lớn ở cách thành vài dặm về mặt sau, vứt thây xác xuống đó mà lấp đất, chất đá đắp thành gò to trên dựng bia khắc chữ "nghịch tặc biền tru xứ" (chỗ bọn giặc chụm đầu bị giết) để tỏ rõ phép nước. Cái gò đó sau này gọi là Mả Ngụy hay Mả Biền Tru, nay thuộc khu vực Quận 3, Thành phố Hồ Chí Minh.
Lại sai điều tra chỗ chôn của Lê Văn Khôi, đào lấy hài cốt, tán nát ra chia giao 6 tỉnh bỏ vào hố xí, còn thịt thì thái cho chó ăn. Rồi đóng hòm đựng đầu lâu đưa về Kinh, bêu khắp các chợ để răn những kẻ loạn tặc. Còn bọn Lộc, Ưng, Tiền, cũng đào thây lên bỏ vào hố xí. Chuẩn cho phái viên Nguyễn Tri Phương ở lại quân thứ cùng Đoàn Văn Phú và Tôn Thất Lương xếp đặt công việc trong thành Gia Định. Sau đó dụ các tỉnh Biên Hoà, Vĩnh Long, Định Tường cho biền binh một nửa về nghỉ, một nửa ở lại quân thứ.
Minh Mạng lại cho rằng Thành Phiên An kiểu mẫu quá cao, rộng, mới dẫn tới quân Lê Văn Khôi có thể cố thủ ở đó 3 năm, bèn thuê dân chúng trong hạt, san phẳng những chỗ núi đất, luỹ đất ở ngoài thành; còn thân thành và trong thành không sửa chữa nữa. Rồi thuê 3000 dân trong hạt, và dân 2 tỉnh Vĩnh Long, Định Tường mỗi tỉnh 1000 người, dỡ gạch, đá, san hào, luỹ.

## Sau chiến tranh

Joseph Marchand bị xử lăng trì

Sáu người bị kết tội "chủ mưu" bị đóng cũi giải về Huế và nhận lãnh án lăng trì, trong đó có con trai của Lê Văn Khôi mới 8 tuổi, một linh mục người Pháp là Marchand, một người Hoa là Mạch Tấn Giai
Theo GS. Nguyễn Phan Quang thì các "tội nhân" đó là: Nguyễn Văn Cù (con Khôi), giáo sĩ Joseph Marchand (Cố Du), Mạch Tấn Giai (gốc người Triều Châu), Nguyễn Văn Hoành, Nguyễn Văn Trắm, Nguyễn Văn Bột..
Sau khi dẹp xong cuộc nổi dậy, triều thần Phan Bá Đạt dâng sớ xin kể tội Lê Văn Duyệt, vua Minh Mạng đồng ý và nhóm nội các là Hà Quyền, Nguyễn Tri Phương và Hoàng Quýnh ra án nghị Lê Văn Duyệt có bảy tội phải chém, hai tội phải thắt cổ, một tội phải sung quân, nhưng vì ông đã chết nên chỉ cho người tước sắc phong, phá và xiềng xích mồ mả. Mãi cho tới đời vua Thiệu Trị án mới được dỡ bỏ.
Cuộc nổi dậy này đã khiến vua Minh Mạng phá hủy tòa thành kiên cố cũ là Thành Bát Quái và cho xây tòa thành nhỏ hơn, ít kiên cố hơn là Thành Gia Định (hay Phượng Thành, Phụng Thành).
- Xem thêm Lăng Ông Bà Chiểu

## Nhận xét
| “                                | Cuộc nổi dậy của Lê Văn Khôi là cuộc nổi dậy không thành công to lớn nhất của Nam Kỳ. Nó quy tụ được nhiều thành phần của Sài Gòn đương thời. Họ bất mãn với sự thay đổi chính sách thống trị của Minh Mạng ngay sau khi Lê Văn Duyệt chết. Họ cùng bị bách hại, kết tội, bóc lột bởi nhóm quan lại mới đến. Nhưng họ chỉ biết kết hợp chống đối, mà thiếu hẳn một đường lối để tạo thành một sức mạnh gắn bó, cuốn hút được những người còn ở xa. Chỉ trong việc Lê Văn Khôi tức tốc cầu viện quân Xiêm đã đủ cho nhân dân lục tỉnh phản đối rồi, nên suốt thời gian bị bao vây, không có một cuộc nổi dậy nào của dân ở các tỉnh, nhằm chia sẻ lực lượng quân triều. Điều đó đã nói lên mức độ bị cô lập của một cuộc binh biến... | ” |
| — Nhà nghiên cứu Nguyễn Đình Đầu | |   |

| “                       | Phe Khôi nổi lên, chủ yếu là với lực lượng quân đội địa phương, chống lại triều đình Minh Mạng, đó là một biểu hiện của mâu thuẫn giữa các cánh phong kiến. Khôi dùng hàng ngũ cố đạo người Pháp và những tay phiêu lưu người Tàu. Khôi lại cầu viện quân Xiêm...Ý định của Khôi là cát cứ ở phương nam. Cho nên, dù ban đầu, cuộc khởi binh của Khôi có trùng hợp với một số cuộc khởi nghĩa nông dân trên cả nước Việt Nam, nó không tránh khỏi sớm mất đà, rốt cùng chỉ có thể dựa vào hào sâu, tường cao, lương thực đủ, súng đạn nhiều. Khôi chống cự với quân triều được gần ba năm. Trong ba năm đó, nhân dân Gia Định–Sài Gòn vì chiến tranh mà thêm đồ thán. Hai bên đánh qua đánh lại, phố phường tan tác, thôn xóm tiêu điều. Cuối cùng quân Minh Mạng toàn thắng... | ” |
| — Giáo sư Trần Văn Giàu | |   |

| “                               | Chúng ta không nên xếp sự biến Lê Văn Khôi vào phạm trù nông dân khởi nghĩa bởi vì động cơ bao trùm sự biến là mâu thuẫn nội bộ giai cấp thống trị, thậm chí, mang dấu vết thanh toán tư thù và chừng mực nào đó - cũng như Nông Văn Vân và Lê Văn Phụng ở Bắc Bộ - có bàn tay các cố đạo ngoại quốc nhúng vào, nhưng nó vẫn báo hiệu chấm dứt thời kỳ dân đất Đồng Nai cảm tình với nhà Nguyễn và nhà Nguyễn nương tay với dân Đồng Nai... | ” |
| — Nhà nghiên cứu Trần Bạch Đằng | |   |

| “                              | Cuộc binh biến này, thực chất chỉ là một cuộc đảo chính quân sự của một tầng lớp thống trị địa phương, nhằm chống lại nhà nước phong kiến trung ương, chứ không phải là cuộc khởi nghĩa của nhân dân, mặc dù nó đã lôi cuốn được nhiều thành phần, như: giáo dân Thiên chúa, một số Hoa kiều, một số dân tộc ít người vùng Tây Ninh, binh lính quê ở miền Bắc, miền Trung, một số địa chủ, dòng dõi công thần và một số quan lại dưới quyền Lê Văn Duyệt... Nhưng cuộc binh biến chưa có biểu hiện nào cho thấy nó đã nổ ra vì nguyện vọng và vì lợi ích của đông đảo các tầng lớp nhân dân... | ” |
| — Trong sách Sài Gòn - TP. HCM | |   |

Và hiện nay các sử gia vẫn còn tranh cãi về nguyên nhân chính của cuộc khởi nghĩa này là do việc triều đình làm nhục Lê Văn Duyệt hay tình trạng quan chức địa phương mất quyền lực...